# Mina contro Battisti
Mina contro Battisti (sottotitolato Le canzoni della nostra vita), è stato un programma televisivo musicale italiano andato in onda su Canale 5 in tre puntate, il 7, il 14 ed il 21 dicembre 1995, che vide in gara alcuni fra i più noti motivi di Mina e Lucio Battisti, reinterpretati per l'occasione da noti cantanti italiani ed internazionali divisi in due squadre.
Conduttori furono Red Ronnie ed Alba Parietti.
Vincitore risultò Andrea Mingardi con il brano Io vivrò (senza te) di Lucio Battisti, davanti ad Amii Stewart con E se domani di Mina.

## Cantanti e canzoni della prima puntata
- Fausto Leali - Città vuota (635 voti)
- Cristiano De André - Pensieri e parole (674 voti)
- Francesca Schiavo - La banda (654 voti)
- Maurizio Vandelli - Mi ritorni in mente (734 voti)
- Amii Stewart - Ancora ancora ancora (678 voti)
- José Feliciano - Il mio canto libero (754 voti)
- The Platters - Vorrei che fosse amore (695 voti)
- Andrea Mingardi special guest José Feliciano - Acqua azzurra, acqua chiara (629 voti)
- Rita Pavone - Bugiardo e incosciente (686 voti)
- Wilson Pickett - Un'avventura (618 voti)
- Massimo Ranieri - Il cielo in una stanza (725 voti)
- Eugenio Finardi - I giardini di marzo (639 voti)

Ad aggiudicarsi la puntata fu la squadra di Mina con un totale di 4.073 voti contro la squadra di Lucio Battisti che totalizzò 4.048 voti.

## Cantanti e canzoni della seconda puntata
- Rita Pavone - Se telefonando (683 voti)
- Eugenio Finardi - Non è Francesca (637 voti)
- In Pickett (F.Leali, A.Mingardi, A.Stewart, M.Vandelli) - Si viaggiare (732 voti)
- The Platters - Grande grande grande (687 voti)
- Francesca Schiavo - L'importante è finire (673 voti)
- Andrea Mingardi - Io vivrò (senza te) (673 voti)
- Maurizio Vandelli - Emozioni (711 voti)
- Amii Stewart - E se domani (711 voti)
- Fausto Leali - Non credere (632 voti)
- José Feliciano - La canzone del sole (749 voti)
- Cristiano De André - Fiori rosa, fiori di pesco (677 voti)
- Massimo Ranieri - La voce del silenzio (719 voti)

Ad aggiudicarsi la puntata fu la squadra di Lucio Battisti con un totale di 4.179 voti contro la squadra di Mina che totalizzò 4.105 voti.

## Cantanti e canzoni della terza puntata
- In Pickett (F.Leali, A.Mingardi, A.Stewart, M.Vandelli) - Si viaggiare (1.300 voti)
- Francesca Schiavo - L'importante è finire (1.436 voti)
- Massimo Ranieri - Il cielo in una stanza (1.566 voti)
- Eugenio Finardi - I giardini di marzo (1.454 voti)
- Maurizio Vandelli - Mi ritorni in mente (1.408 voti)
- Amii Stewart - E se domani (1.577 voti)
- Fausto Leali - Città vuota (1.544 voti)
- José Feliciano - La canzone del sole (1.675 voti)
- Cristiano De André - Fiori rosa, fiori di pesco (1.472 voti)
- The Platters - Vorrei che fosse amore (1.463 voti)
- Rita Pavone - Bugiardo e incosciente (1.457 voti)
- Andrea Mingardi - Io vivrò (senza te) (1.737 voti)

Tra quelle di Mina la canzone più votata risultò E se domani cantata da Amii Stewart, tra quelle di Lucio Battisti Io vivrò (senza te) interpretata da Andrea Mingardi. Scontratesi tra loro, vinse il brano di Andrea Mingardi.
- Amii Stewart - E se domani (1.478 voti)
- Andrea Mingardi - Io vivrò (senza te) (1.635 voti)

## Ascolti TV
| Puntata          | Telespettatori | Share  |
| ---------------- | -------------- | ------ |
| 21 dicembre 1995 | 4.364.000      | 17,74% |